# 間接罰規定
間接罰規定（かんせつばつきてい）とは、行政指導や行政命令に違反する行為があった場合に、適用される罰則の事を指す。